# Юрканин, Йозеф
Йозеф Юрканин (чеш. Josef Jurkanin; род. 5 марта 1949, Прага, Чехословакия) — чехословацкий футболист, нападающий.

## Клубная карьера
В профессиональном футболе дебютировал в 1966 году в команде «Спарта», в которой пробыл девять сезонов и выиграл титул чемпиона, а также дважды сыграл в четвертьфинале Кубка европейских чемпионов в 1966 и 1968 годах. Юрканина называли одним из величайших талантов чешского футбола, но в апреле 1973 года он получил травму сухожилия и был вынужден оставить футбол почти на год.
После травмы Юрканин уже не мог бегать по на поле с такой же споростью и в результате был вынужден перейти в «Теплице», где отыграл два сезона своей карьеры. В 1977 году перешёл в пражский клуб «Славия».
Завершил профессиональную карьеру футболиста в 1980 году в команде «Пршибрам», за которую выступал с 1979 года.

## Карьера в сборной
18 июня 1967 года дебютировал в официальных играх в составе национальной сборной Чехословакии и в первом же матче забил свой дебютный гол.
В составе сборной был участником чемпионата мира 1970 года, где вышел на поле один раз, но в дальнейшем команда не смогла преодолеть групповой этап.
Всего в течение карьеры в сборной провёл в её составе 12 матчей, забив 2 гола.